# Hsey Tin
Hsey Tin è uno dei tre comuni del dipartimento di Boumdeid, situato nella regione di Assaba in Mauritania. Contava 1.822 abitanti nel censimento della popolazione del 2000.